# ペーター・フォンホフ
ペーター・フォンホフ（Peter Vonhof、1949年1月15日 - ）は、ドイツ、西ベルリン出身の元自転車競技（トラックレース）選手。

## 来歴
1970年
- トラックレース世界選手権
  -  アマ・団体追抜 優勝（+ ギュンター・シューマッハー、ギュンター・ハーリッツ、エルンスト・クラウスメイアー）

1971年
- トラックレース世界選手権
  - アマ・団体追抜 3位

1973年
- トラックレース世界選手権
  -  アマ・団体追抜 優勝（+ ギュンター・シューマッハー、ギュンター・ハーリッツ、ハンス・ルッツ）

1974年
- トラックレース世界選手権
  -  アマ・団体追抜 優勝（+ ギュンター・シューマッハー、ディートリヒ・テュラウ、ハンス・ルッツ）

1975年
- トラックレース世界選手権
  -  アマ・団体追抜 優勝（+ ギュンター・シューマッハー、グレゴール・ブラウン、ハンス・ルッツ）

1976年
- モントリオールオリンピック
  -  団体追抜 優勝（+ ギュンター・シューマッハー、グレゴール・ブラウン、ハンス・ルッツ）

1977年
- トラックレース世界選手権
  - アマ・団体追抜 2位